# Австралийская футбольная лига
Австралийская футбольная лига (англ. Australian Football League) — ведущее профессиональное спортивное состязание по австралийскому футболу. Организатор чемпионата — комиссия лиги — ответственна за разработку правил игры и развитие австралийского футбола в мире. Лига основана в 1897 году под названием Викторианская футбольная лига.
В соревновании принимает участие 18 команд. Наиболее титулованными клубами являются «Карлтон», «Эссендон» и Коллингвуд»: три команды становились победителями лиги 16 раз. Десять клубов представляют штат Виктория.

## Формат
Перед началом сезона проводится подготовительный кубок, ныне именуемый NAB Cup. В рамках регулярного сезона команды играют в 23 турах, с марта по сентябрь. Лучшие восемь команд чемпионата становятся участниками плей-офф, а победитель определяется в решающем матче, который традиционно проводится на арене «Мельбурн Крикет Граунд». Чемпионы получают кубок чемпионата и в течение следующего сезона носят титул «премьерз» (англ. premiers).

### Ежегодные награды
- Медаль Браунлоу
- Медаль Коулмена
- Восходящая звезда АФЛ
- Лей Мэттьюс Трофи
- Медаль Норма Смита
- Медаль Джока Макхейла
- Медаль Майкла Така
- Медаль Лу Ричардса
- Марк года
- Гол года
- Игрок года

## Участники
| Клуб                   | Форма | Прозвище                  | Город     | Стадион (вместимость)              | Тренировочное поле                           | Первый сезон | Побед в чемпионате |
| ---------------------- | ----- | ------------------------- | --------- | ---------------------------------- | -------------------------------------------- | ------------ | ------------------ |
| Аделаида               |       | «Вороны» Crows            | Аделаида  | «Футбол Парк» (51 515)             | «Футбол Парк»                                | 1991         | 2                  |
| Брисбен Лайонз         |       | «Львы» Lions              | Брисбен   | «Брисбен Крикет Граунд» (42 000)   | «Брисбен Крикет Граунд»                      | 1997         | 3                  |
| Голд Кост              |       | «Солнца» Suns             | Голд-Кост | «Каррара Стэдиум» (25 000)         | «Каррара Стэдиум»                            | 2011         | 0                  |
| Грейтер Уэстерн Сидней |       | «Гиганты» Giants          | Сидней    | «Сидней Шоугранд Стэдиум» (25 000) | «Блэктаун Интернейшнл Спортс Парк»           | 2012         | 0                  |
| Джелонг                |       | «Коты» Cats               | Джелонг   | «Кардиниа Парк» (28 000)           | «Кардиниа Парк»                              | 1897         | 9                  |
| Карлтон                |       | «Синие» Blues             | Мельбурн  | «Доклендс Стэдиум» (53 355)        | «Принсез Парк»                               | 1897         | 16                 |
| Коллингвуд             |       | «Сороки» Magpies          | Мельбурн  | «Мельбурн Крикет Граунд» (100 018) | «Мельбурн Спортс энд Энтертейнмент Присинкт» | 1897         | 15                 |
| Мельбурн               |       | «Демоны» Demons           | Мельбурн  | «Мельбурн Крикет Граунд» (100 018) | «Мельбурн Спортс энд Энтертейнмент Присинкт» | 1897         | 12                 |
| Норт Мельбурн          |       | «Кенгуру» Kangaroos       | Мельбурн  | «Доклендс Стэдиум» (53 355)        | «Арден Стрит Овал»                           | 1925         | 4                  |
| Порт Эделейд           |       | «Сила» Power              | Аделаида  | «Футбол Парк» (51 515)             | «Албертон Овал»                              | 1997         | 1                  |
| Ричмонд                |       | «Тигры» Tigers            | Мельбурн  | «Мельбурн Крикет Граунд» (100 018) | «Пант Роуд Овал»                             | 1908         | 10                 |
| Сент-Килда             |       | «Святые» Saints           | Мельбурн  | «Доклендс Стэдиум» (53 355)        | «Лайнен Хаус Сентр»                          | 1897         | 1                  |
| Сидней Суонз           |       | «Лебеди» Swans            | Сидней    | «Сидней Крикет Граунд» (46 000)    | «Сидней Крикет Граунд»                       | 1897         | 5                  |
| Уэст Кост Иглз         |       | «Орлы» Eagles             | Перт      | «Субиако Овал» (43 500)            | «Субиако Овал»                               | 1987         | 4                  |
| Уэстерн Буллдогз       |       | «Бульдоги» Bulldogs       | Мельбурн  | «Доклендс Стэдиум» (53 355)        | «Уиттен Овал»                                | 1925         | 1                  |
| Фримантл               |       | «Докеры» Dockers          | Фримантл  | «Субиако Овал» (43 500)            | «Фримантл Овал»                              | 1995         | 0                  |
| Хоторн                 |       | «Ястребы» Hawks           | Мельбурн  | «Мельбурн Крикет Граунд» (100 018) | «Уэйверли Парк»                              | 1925         | 10                 |
| Эссендон               |       | «Бомбардировщики» Bombers | Мельбурн  | «Доклендс Стэдиум» (53 355)        | «Уинди Хилл»                                 | 1897         | 16                 |

### Бывшие участниики
| Клуб       | Форма | Прозвище            | Город    | Стадион (вместимость)                | Сезоны    | Побед в чемпионате |
| ---------- | ----- | ------------------- | -------- | ------------------------------------ | --------- | ------------------ |
| Брисбен    |       | «Медведи» Bears     | Брисбен  | «Брисбен Крикет Граунд» (1991—1996)  | 1987—1996 | 0                  |
| Фицрой     |       | «Львы» Lions        | Мельбурн | «Уиттен Овал» (1994—1996)            | 1897—1996 | 8                  |
| Юнивёрсити |       | «Студенты» Students | Мельбурн | «Мельбурн Крикет Граунд» (1911—1914) | 1908—1914 | 0                  |